# 桑山正進
桑山 正進（くわやま しょうしん、1938年9月8日 - ）は、東洋学・考古学者、京都大学人文科学研究所名誉教授。

## 経歴
1938年、東京市（現港区）で生まれた。1963年、京都大学文学部考古学科を卒業し、同大学大学院に進んだ。博士課程満期退学。
1986年、学位論文『カーピシー=ガンダーラ史研究』を京都大学に提出して文学博士号を取得。京都大学人文科学研究所教授。1999年9月から2001年10月まで第20代所長を務めた。2002年に京都大学を定年退官し、名誉教授となった。

## 受賞
- 1972年：流沙海西奨学会賞受賞[5]。

## 著作
著書
- 『ヒンドゥークシュ南北 歴史考古学樷攷』(全4巻) 臨川書店

1. 第1巻 異相ガンダーラの仏教 2022
2. 第2巻 新興バーミヤーンの時代 2023
3. 第3巻 玄奘三蔵の形而下 2023
4. 第4巻 Collected articles on ancient Eastern Afghanistan and Northern Pakistan 2024

- 『カーピシー=ガンダーラ史研究』京都大学人文科学研究所 1990
- 『大唐西域記』(大乗仏典 中国・日本篇 第9巻) 玄奘撰, 桑山正進訳, 中央公論社 1987
  - 『西域記 玄奘三蔵の旅』小学館 地球人ライブラリー 1995

共編著
- 『チャカラク・テペ 北部アフガニスタンにおける城塞遺跡の発掘 1964～1967』樋口隆康共著,水野清一編 京都大学 1970
- 『慧超 往五天竺国伝研究』稲葉穣共編 京都大学人文科学研究所 1992
  - 改訂再版 臨川書店 1998
- 『玄奘 人物中国の仏教』袴谷憲昭共著, 大蔵出版 1981
  - 新版 1991
- 『石窟寺院の成立と変容』研究代表 2002
  - オンデマンド版2021
- 『大唐西域記』(西域行記索引叢刊 1) 高田時雄共編, 松香堂 1999
- 『大唐大慈恩寺三藏法師傳』(西域行記索引叢刊 2) 高田時雄共編, 松香堂 2000
- 『法顯傳・洛陽伽藍記・釋迦方志』(西域行記索引叢刊 3) 高田時雄共編, 松香堂 2001

論文
- Cinii

## 資料
- 「桑山正進教授著作目録」『東方学報』75, 2003年, 411-417頁. doi